# ۸۶۰ (میلادی)
۸۶۰ (میلادی) هشتصد و شصتمین سال تقویم میلادی است.

## درگذشتگان
‎